# Carmo de Minas
Carmo de Minas este un oraș în unitatea federativă Minas Gerais (MG), Brazilia.